# Ђеороку Маре (Долж)
Ђеороку Маре (рум. Georocu Mare) насеље је у Румунији у округу Долж у општини Братовоешти. Oпштина се налази на надморској висини од 85 m.

## Становништво
Према подацима из 2002. године у насељу је живело 586 становника, од којих су сви румунске националности.